# Rębków
Rębków – wieś sołectwo w Polsce położona w województwie mazowieckim, w powiecie garwolińskim, w gminie Garwolin.
| SIMC    | Nazwa        | Rodzaj    |
| ------- | ------------ | --------- |
| 0671131 | Borki        | część wsi |
| 0671148 | Podbiele     | część wsi |
| 0671154 | Podsadowiec  | część wsi |
| 0671160 | Ragusówka    | część wsi |
| 0671177 | Stary Rębków | część wsi |

Wieś królewska Rębkowo położona była w drugiej połowie XVI wieku w powiecie garwolińskim ziemi czerskiej województwa mazowieckiego. W latach 1975–1998 miejscowość administracyjnie należała do województwa siedleckiego.
Wierni Kościoła rzymskokatolickiego należą do parafii Matki Boskiej Częstochowskiej w Garwolinie.

## Historia
Pierwsza wzmianka o wsi pojawia się w dokumentach czerskich z XI wieku. Nazwę wsi zapisano wtedy jako Rembkowo. Zachowała się informacja o Rębkowie w dokumencie sprzedaży Garwolina z roku 1407. Wspomina się tam o tym, że pola wsi Garwolin graniczą z polami wsi Wola Rębkowska. W średniowieczu powszechnie warzono w tej wsi piwo, co jest opisane lustracjach królewskich dóbr.
Około 500 lat temu we wsi było wójtostwo, lecz później zostało zamienione na folwark. We wsi mieszkało wtedy około 1000 mieszkańców. Początkowo folwark był własnością książąt mazowieckich, a po przyłączeniu Mazowsza do korony stał się folwarkiem królewskim. W czasach jego świetności majątek zatrudniał około 300 osób i sprzedawał do Gdańska zboże w ilości około 100 ton rocznie. W samej wsi mieszkali chłopi łanowi (około 5 rodzin), chłopi zwani gospodarzami (około 40 rodzin), oraz podsadki, czyli osoby nie posiadające własnej ziemi, a jedynie małe sady (około 10 rodzin) – razem około 1000 osób.
W 1565 roku, we wsi na rzece Wildze, wtedy zwanej Wielka Wilczą lub Wilką, działały dwa młyny. Większy, który miał cztery koła, należał do folwarku, a mniejszy pobudowany w 1614 roku przez Matysa Krupę miał jedno koło. W większym młynie jedno z kół w 1556 roku było używane do folowania płótna, a już w roku 1617 na tym kole postawiono tartak do cięcia drewna. Jeszcze na planach z 1836 roku jest zaznaczony młyn pod Borkami, oznaczony jako osada młyńska Pogorzil lub Pogorzel, lecz prawdopodobnie nie jest to ten sam duży młyn co wymieniany w dokumentach lustracyjnych w XVII i XVIII wieku, gdyż jest on postawiony na małej odnodze Wilgi bez zbiornika wody.
Po uwłaszczeniu chłopów w 1864 roku wokół Rębkowa powstały: Ewelin, Borki, Podsadowiec i Podbiele (trzy ostatnie jako części wsi Rębków). Wskutek reformy z lat 1919–1920 ziemię (nawet po 8–14 hektarów) dostało kilkanaście rodzin chłopskich. Powstała dzięki temu część Rębkowa zwana Rębków Parcele (na Zakrupiu, czyli za młynem Krupy). Część Rębkowa Parceli przy lesie w kierunku Wilkowyj nazywana była Pieńki. W 1949 roku powstała w Rębkowie Spółdzielnia produkcyjna na bazie byłych pracowników folwarku i chłopów małorolnych, której siedziba znajdowała się w dawnych zabudowaniach folwarku. Po jedenastu latach działania tej spółdzielni z około 24 obiektów folwarku, które ocalały z wojny, pozostały jedynie dwa budynki – resztę rozebrano na opał i spalono.
W 2006 roku na łąkach wsi Rębków zwanych Pacipiem znaleziono dobrze zachowane kości mamuta, reniferów i słonia.

## Zabytki
- groby z epoki kamienia (ok. 4300 lat) opis
- drewniana szubienica (ok. 140 lat)
- rury po drewnianym wodociągu
- kilka drewnianych domów we wsi ma około 100 lat